# Bahnhof Falkenhagen (b Nauen)
Der Bahnhof Falkenhagen (b Nauen) ist ein Bahnhof im Landkreis Havelland in Brandenburg nordwestlich von Berlin am Berliner Außenring. Der Bahnhof liegt überwiegend auf dem Gebiet der Stadt Falkensee. Für den Personenverkehr war die fern größerer Siedlungsgebiete gelegene Station seit Ende der 1950er Jahre bis 1996 unter dem Namen Falkenhagen (Kr Nauen) in Betrieb. Zu Zeiten der Berliner Mauer war er ein wichtiger Bahnknotenpunkt. Nach 1990 ließ seine Bedeutung deutlich nach, im Jahr 1996 wurde der Personenverkehr ganz eingestellt. Seitdem dient der Bahnhof ausschließlich betrieblichen Zwecken.

## Lage
Der Bahnhof befindet sich am Berliner Außenring nordöstlich der Kreuzung mit der Berlin-Hamburger Bahn. Fünf Kilometer weiter südwestlich kreuzt die Berlin-Lehrter Eisenbahn den Außenring. Die Station liegt mitten im Wald zwischen dem etwa einen halben Kilometer entfernten Falkenseer Ortsteil Waldheim und Brieselang. Der zentrale Bereich des Bahnhofs mit den früheren Bahnsteiganlagen liegt auf dem Gebiet der Stadt Falkensee, der südwestliche Bahnhofsteil mit der Verzweigung zur Hamburger Bahn gehört zum Gebiet der Gemeinde Brieselang. Der gleichnamige Falkenseer Ortsteil Falkenhagen ist mehr als fünf Kilometer entfernt und hat nichts mit dem Bahnhof zu tun.

## Geschichte

### Entwicklung des Bahnhofs
In den 1950er Jahren baute die Deutsche Reichsbahn den Berliner Außenring zur Umfahrung von West-Berlin und zur Kapazitätssteigerung des Bahnnetzes im Berliner Raum. Der nordwestliche Teil des Außenrings von Bergfelde nach Brieselang wurde 1953 zunächst eingleisig eröffnet, am 23. Mai 1954 folgte eine Verbindungskurve nach Finkenkrug, dabei wurde auch der Bahnhof Falkenhagen eröffnet, diente jedoch zunächst nur betrieblichen Aufgaben. 1955 folgte die Verlängerung zur Lehrter Bahn und nach Priort an der in den Berliner Außenring einbezogenen Strecke der 1902 eröffneten Umgehungsbahn. Dem öffentlichen Personenverkehr diente der Bahnhof zunächst nicht. Mit der wachsenden Abgrenzung der DDR von West-Berlin nahm der Personenverkehr auf dem Außenring zu. Ab 5. Mai 1958 entfielen die sogenannten „Durchläuferzüge“ der S-Bahn, die den Ostteil Berlins unter anderem mit Falkensee sowie anderen Städten wie Potsdam oder Oranienburg verbanden und dabei nicht in West-Berlin hielten, zugunsten von Zügen auf dem Außenring.

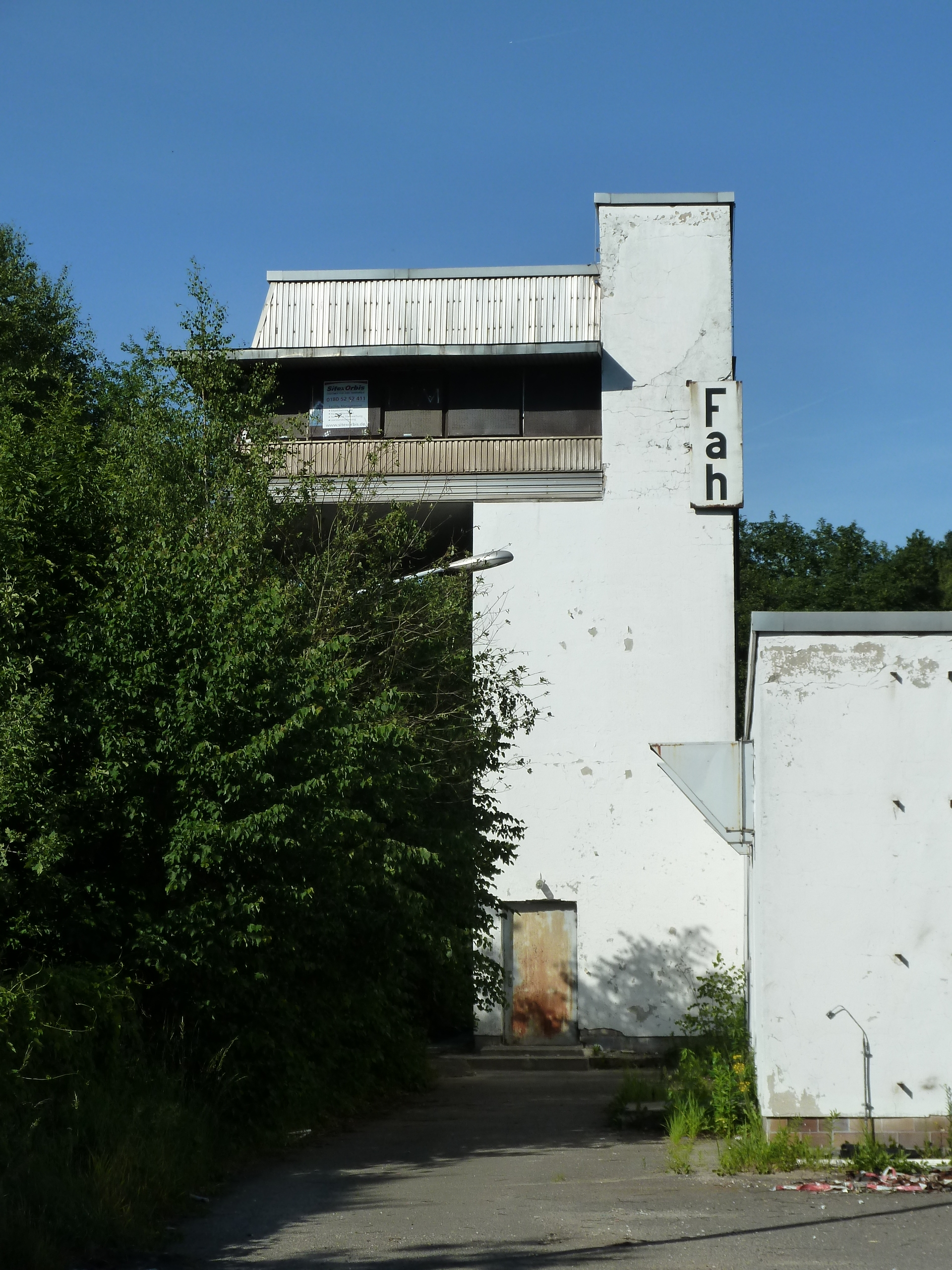
Das Stellwerk Fah war von 1971 bis zur Jahrtausendwende in Betrieb.

An mehreren Verknüpfungspunkten des Außenrings mit anderen Bahnstrecken waren Umsteigebahnhöfe in Betrieb gegangen. Während andere dieser Stationen (Hennigsdorf Nord, Bergholz, Potsdam Hauptbahnhof) als Turmbahnhof direkt am Schnittpunkt der Strecken konzipiert waren, entstand nordwestlich von Berlin ein System aus mehreren Umsteigebahnhöfen. Dem Bahnhof Falkenhagen kam dabei vor allem nach dem Bau der Mauer um West-Berlin eine Schlüsselrolle zu. Der Außenring verblieb als einzige Anbindung nach Ost-Berlin und wurde wenige Wochen nach Mauerbau in diesem Bereich zweigleisig ausgebaut. Über Falkenhagen wurden die Orte an der Hamburger Bahn (Falkensee, Nauen) und an der Lehrter Bahn (Wustermark, Elstal, Staaken) mit Ost-Berlin und Potsdam verbunden. Der Bahnhof hatte so eine enorme Bedeutung für den Personenverkehr. Täglich verließen circa 85 Reisezüge den Bahnhof in verschiedene Richtungen.
1971 wurde ein neues Stellwerk vom Typ GS II Sp64b direkt an der Kreuzung mit der Hamburger Bahn gebaut. Vom Stellwerk wurden die Anlagen im Bahnhof einschließlich der Abzweige zur Hamburger Bahn sowie die anderen Abzweigstellen am Kreuz Falkenhagen gesteuert.
1983 wurde der Berliner Außenring und damit auch der Bahnhof Falkenhagen elektrifiziert. Auch die Verbindungen zur Lehrter Bahn und Hamburger Bahn bis in die angrenzenden Bahnhöfe Wustermark, Wustermark Rangierbahnhof, Albrechtshof und Nauen bekamen Fahrleitungen. 
Nach dem Fall der Berliner Mauer ließ der Personenverkehr deutlich nach. 1996 hielt der letzte Reisezug im Bahnhof, seitdem ist es ein reiner Betriebsbahnhof. Das Empfangsgebäude verfiel und wurde 2006 abgerissen. 2009 wurde die Fußgängerbrücke über die Gleise abgetragen. Im Herbst des gleichen Jahres wurde der Bahnhof an ein elektronisches Stellwerk angeschlossen, das örtliche Stellwerk wurde entbehrlich.

### Personenverkehr
Im Fahrplan 1960, ein Jahr vor dem Bau der Berliner Mauer, wurde der Bahnhof Falkenhagen von acht Zugpaaren zwischen Berlin (meistens Ostbahnhof, teilweise auch Lichtenberg) und Falkensee angefahren. Die Züge wurden von Reisenden nach Ost-Berlin genutzt, die beispielsweise als Staatsangestellte seit 1958 nicht mehr die S-Bahn durch West-Berlin benutzen durften. Außerdem verkehrten einige Pendlerzüge zwischen Falkensee und Hennigsdorf durch den Bahnhof, die dort jedoch nicht hielten, ebenso wenig die Fernzüge zwischen Berlin und Schwerin.
Das Betriebsprogramm im Personenverkehr sah von den 1960er Jahren bis zur Wiedereröffnung der Verbindungen nach West-Berlin im Jahre 1990 etwa so aus: stündlich verkehrten Züge von Falkenhagen über Hennigsdorf Nord nach Birkenwerder, wo Anschluss zur S-Bahn nach Ost-Berlin bestand. Diese Züge kamen meistens bereits über Finkenkrug von Falkensee, teilweise bereits von Albrechtshof. Zubringer zu diesen Zügen verkehrten ebenfalls annähernd stündlich vom Bahnhof Staaken über Wustermark Rangierbahnhof (zum Teil auch über den Bahnhof Wustermark) und etwa alle zwei Stunden über den westlichen Berliner Außenring vom damaligen Potsdamer Hauptbahnhof (heute Potsdam Pirschheide). In und aus Richtung Nauen bestand Anschluss in Finkenkrug. Hinzu kamen vier bis fünf Zugpaare im Berufsverkehr morgens direkt nach Berlin-Lichtenberg, nachmittags zurück sowie einige Züge nach Hennigsdorf zu den Schichtwechselzeiten im dortigen Stahlwerk. Einige Direktverbindungen nach Nauen über Brieselang ergänzten das Angebot. 
Nach dem Fall der Mauer gingen wieder die direkten Strecken nach Berlin in Betrieb und die Verbindungen über Falkenhagen wurden nach und nach entbehrlich. Die Verbindungen in Richtung Wustermark wurden 1991 eingestellt, dafür ging eine vertaktete Linie nach Nauen in Betrieb. Diese wurde ebenso wie die nach Falkensee im Frühjahr 1995 eingestellt. Zum Schluss fuhr nur noch alle zwei Stunden eine Linie von Potsdam Pirschheide über Golm, Hennigsdorf Nord nach Oranienburg den Bahnhof an. Seit dem 2. Juni 1996 halten keine Reisezüge mehr im Bahnhof Falkenhagen.

## Anlagen

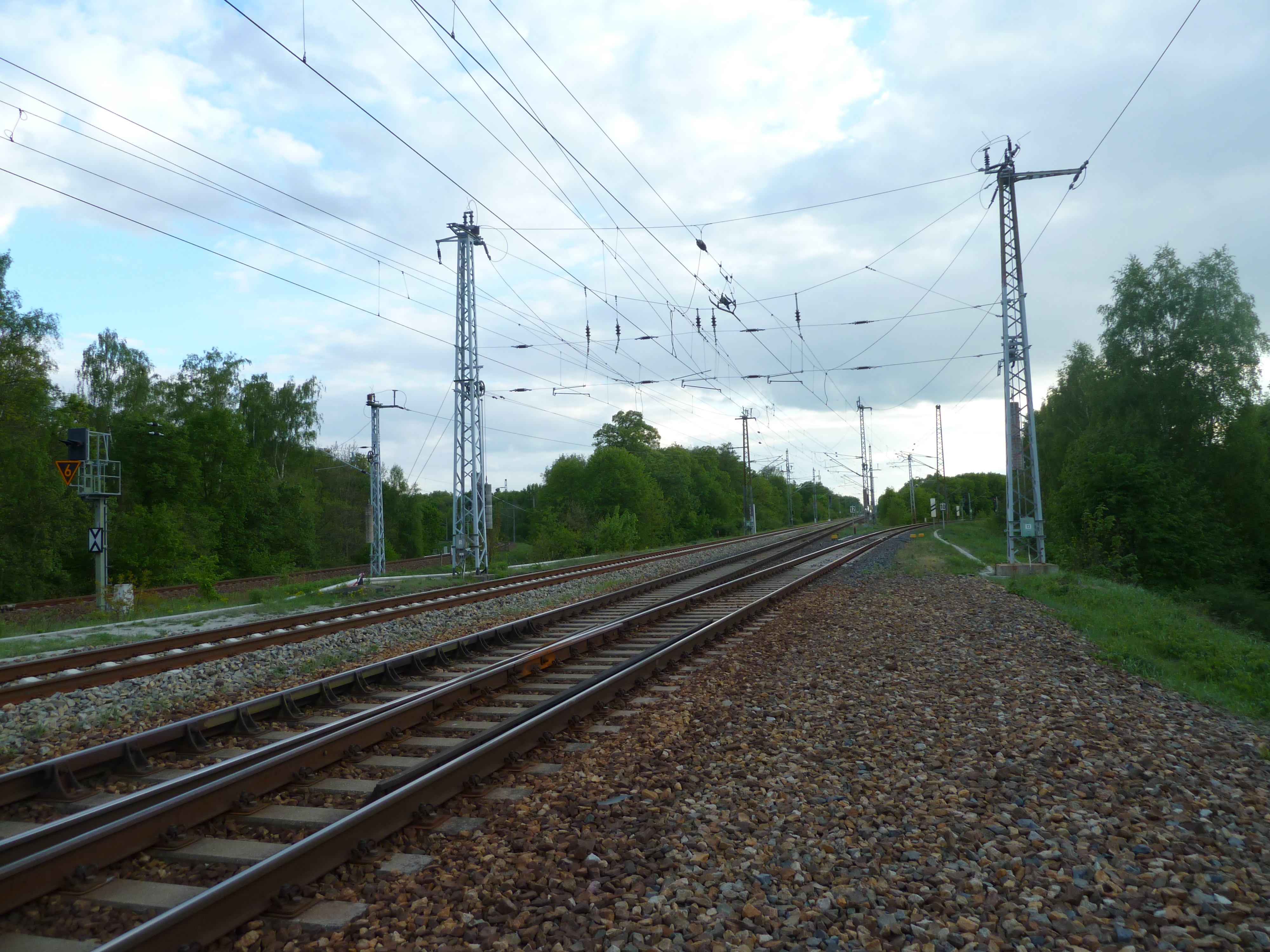
Kreuz Falkenhagen. Das Gleis rechts führt nach Brieselang, links nach Finkenkrug, in der Mitte sind die Gleise des Berliner Außenrings

Die Gleisanlagen bestanden aus zwei Durchgangsgleisen ohne Bahnsteig in der Mitte und zwei Gleisen mit Außenbahnsteig, die über eine Fußgängerbrücke verbunden waren. Ähnliche Anlagen entstanden am Ring in Golm, Saarmund, Genshagener Heide, Schönfließ und Schönwalde (Kr Nauen). Das Bahnsteiggleis an der Südostseite verfügte über ein stumpf endendes Stück, so dass binnen weniger Minuten mehrere Reisezüge vom Bahnsteig abfahren konnten. Am südöstlichen Bahnsteig stand das Empfangsgebäude, das aus einem Erdgeschoss und einem Obergeschoss im zum Bahnsteig zeigenden Dachgiebel bestand. Zur Waldseite verfügte das Gebäude wegen der Geländeneigung noch über ein Untergeschoss. 
2010 wurde das Bahnsteiggleis auf der Südostseite entfernt. 
Betrieblich zum Bahnhof Falkenhagen gehört der Abzweig vom Berliner Außenring zur Hamburger Bahn in Richtung Brieselang und Finkenkrug. Direkt am Schnittpunkt des Außenrings mit der Hamburger Bahn steht das Stellwerk Fah, das schrittweise zwischen 1995 und 2002 außer Betrieb ging und durch ein Elektronisches Stellwerk ersetzt wurde. Danach stand es leer. Im März 2019 hat ein Brand das Stellwerk schwer zerstört und das Gebäude baufällig gemacht.